# Subtinent
El sotstinent o tinent segon és un grau d'oficial subaltern en les Forces Armades d'alguns països. A Espanya és un rang de sotsoficial.
A Espanya se situa entre els graus de brigada i sotsoficial major (el de major rang entre els sotsoficials), i al qual s'ascendeix pel sistema de selecció (concurs de mèrits entre els avaluats per a l'ascens).

Es començà a utilitzar-se el 1702, introduït pel rei Felip V, llavors era el primer grau de l'escala d'oficials, després estava el tinent segon o tinent. En 1867 es converteix en el d'alferes, usat actualment com a rang acadèmic dels alumnes de les Acadèmies Militars d'Oficials i com a rang dels oficials reservistes voluntaris. Es recupera el 1931, aquesta vegada enquadrat dins del recentment creat Cos de Sotsoficials (la seua divisa era una estrela de cinc puntes), sent el seu rang més alt fins al 1989 (se li afegeix a la divisa un angle damunt de l'estrela).

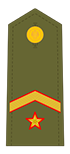
Divisa de sotstinent de l'Exèrcit de Terra.
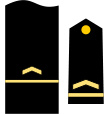
Divisa de sotstinent de l'Armada.
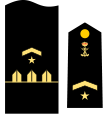
Divisa de sotstinent d'Infanteria de Marina.
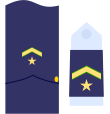
Divisa de sotstinent de l'Exèrcit de l'Aire.
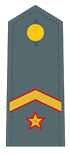
Divisa de sotstinent de la Guàrdia Civil.